# Boeing 247
Boeing 247 (военное обозначение С-73) — американский 10-местный пассажирский самолёт, первый серийный цельнометаллический авиалайнер со свободнонесущим крылом, убирающимся шасси, фюзеляжем типа полумонокок и автопилотом.

## История

### Разработка
В 1931 году компания "Boeing Airplane Company" приступила к разработке скоростного двухмоторного  бомбардировщика ХВ-9. Ранее в 1930 году фирма построила революционный для того времени транспортный и почтово-грузовой одномоторный цельнометаллический самолет Boeing 200 Monomail с убирающимся шасси.
В247 — прямой наследник экспериментального двухмоторного бомбардировщика Boeing Y1B-9, впервые поднявшегося в воздух в 1931, но не пошедшего в серию. Несмотря на то, что Boeing 200 Monomail и ХВ-9 обладали массой технических достоинств, они не стали коммерчески успешными. Когда ХВ-9 был еще в чертежах, руководство фирмы санкционировало разработку авиалайнера, воплотившего в себе революционные черты обеих машин.
Спецификация на проектируемый самолет, переданная авиакомпаниям в 1932 году, была действительно революционной. Это был первый в США цельнометаллический авиалайнер с отличными аэродинамическими характеристиками. Авиакомпании холдинга UATC (United Aircraft Transport Corp.) заказали 59 самолетов, они рассчитывали полностью обновить парк магистральных авиалайнеров.
Разработка В247 была отягощена внутренними разногласиями внутри Boeing. Главный инженер компании настаивал, чтобы новая машина не превосходила по размерам существующие модели; представители заказчика (в их числе Игорь Сикорский) требовали увеличения габаритов и вместительности. В итоге победили сторонники меньших габаритов, самолёт вышел десятиместным — что предопределило скорое поражение от конкурирующих машин Douglas. Конструктивной особенностью В247, унаследованной от В-9 и доставлявшей неудобства пассажирам, был лонжерон, проходивший через середину пассажирского салона.
Boeing 247 был первым двухмоторным самолетом второго поколения. Впервые на самолете была внедрена пневматическая противообледенительная система периодического действия, установленная на передних кромках крыла, киля и стабилизатора. Это был первый авиалайнер, способный продолжать набор высоты с одним работающим двигателем. Автопилот и радиооборудование позволяли летать ночью и в условиях плохой видимости. Впервые на пассажирском самолете была установлена система кондиционирования воздуха и применена эффективная шумоизоляция.
Заказчики торопили конструкторское бюро Boeing, поэтому было принято решение не строить прототипов и запустить серийное производство на стадии проектирования. 8 февраля 1933 года первый самолет Boeing 247 поднялся в воздух с заводского аэродрома в Сиэтле.

### Эксплуатация
Первый самолет был передан в авиакомпанию, обслуживавшую восточные штаты, в марте 1933 года. Самолет использовался на трассе Нью-Йорк - Чикаго. По сравнению с ранее эксплуатировавшимися авиалайнерами время в пути на маршруте сократилось с восьми до четырех часов. Число ежедневных рейсов из Нью-Йорка в Чикаго достигало одиннадцати.
Последний самолет Boeing 247, заказанный авиахолдингом UATC, был поставлен в начале 1934 года. Модернизация парка самолетов позволила авиакомпаниям, входившим в холдинг, создать систему скоростных трансконтинентальных линий от Атлантики до Тихого океана. Главными были трассы Нью-Йорк - Кливленд - Чикаго - Омаха - Солт-Лейк-Сити - Сан-Франциско - Лос-Анджелес и вдоль тихоокеанского побережья от Сиэтла до Сан-Диего.
Инициативная разработка Boeing, B247, предназначался для «своей» авиакомпании Boeing Air Transport (в 1934 преобразованной в United Airlines), выбравшей 60 из 75 построенных машин. Позже этот парк был выкуплен Western Air Express. Десять машин выкупила United Aircraft, четыре — Lufthansa, один — «молодой маршал» Чжан Сюэлян, сын Чжан Цзолиня. В первой половине 1933 года В247 прошёл лётные испытания, был запущен в серию (25 машин к маю 1933) и поставлен в регулярную эксплуатацию. Перелёт на В247 от Нью-Йорка до Лос-Анджелеса занимал 20 часов лётного времени (не включая семи промежуточных остановок) — на 7 часов быстрее существовавших в 1933 году конкурентов.
Два самолета Boeing 247 приобрела немецкая Deutsche Lufthansa. Это была операция прикрытия, немцы не собирались эксплуатировать купленные самолеты. Целью было изучение новейших американских технологий. Самолеты были переданы конструкторам, позже изучая немецкие боевые самолеты, специалисты фирмы Boeing с удивлением обнаруживали детали и узлы, скопированные с Boeing 247. Производство авиалайнера было прекращено в ноябре 1934 года.
С 1935 года авиакомпании холдинга UATC стали постепенно выводить из эксплуатации Boeing 247 и приобретать более совершенные авиалайнеры. Несколько самолетов было приобретено колумбийской авиакомпанией, где они эксплуатировались на внутренних авиалиниях. Восемь самолетов в 1940 году были переданы канадским ВВС. Несколько самолетов было приобретено небольшими частными авиакомпаниями США, они использовались для пассажирских перевозок на внутренних маршрутах. Со вступлением США во Вторую мировую войну 27 самолетов были приобретены армией США, где они получили обозначение С-73. Предполагалось, что их можно использовать для перевозки грузов и личного состава, но оказалось, что для этих целей у самолета слишком узкие двери и самолет использовали для переброски летных экипажей и в качестве учебных. В конце 1944 года военные передали самолеты Вoeing 247 авиакомпаниям США и Мексики.
До наших дней сохранилось четыре экземпляра самолета: в Национальном аэрокосмическом музее в Вашингтоне, в авиационном музее Сиэтла, в Национальном музее науки и техники в Рокклифе (Канада) и в музее науки в Рогтоне (Великобритания). Boeing 247, находящийся в Сиэтле, пригоден для полетов.

### Теракт и авиакатастрофы
За время эксплуатации 12 самолетов потерпели катастрофы. 7 октября 1935 года из-за ошибки пилота самолет столкнулся с холмом, погибли 12 человек. 27 декабря 1936 года, в условиях плохой видимости, разбился самолет в горах под Сан-Франциско. 1 августа 1945 года потерпел катастрофу авиалайнер в мексиканских горах. Это авиакатастрофы с наибольшим количеством жертв.
10 октября 1933 на борту NC13304, выполнявшего регулярный рейс Кливленд-Чикаго, произошёл взрыв, погибли все находившиеся на борту — три члена экипажа и четверо пассажиров. Расследование показало, что один из пассажиров, имя которого осталось неизвестно, пронёс на борт взрывное устройство на основе соединений нитроглицерина. Этот рейс считается первым актом терроризма, совершённым на борту воздушного судна, а погибшая стюардесса Элис Скрибнер — первой стюардессой — жертвой авиакатастрофы.

### Конкуренты
Авиакомпания TWA, не участвовавшая в проекте, изучив достоинства и слабости опытного экземпляра В247, немедленно поручила Дональду Дугласу разработку новой трёхмоторной машины с учётом опыта В247. Дуглас убедил TWA, что уже выполненный им проект двухмоторного авиалайнера на голову выше B247, а трёхмоторная схема только усложняет конструкцию и её обслуживание. В том же 1933 году в небо поднялся экспериментальный Douglas DC-1, за которым последовали серийные Douglas DC-2. Boeing ответил улучшенной высотной моделью B247D c изменяемым шагом воздушных винтов. В 1934 B247D проиграл Дугласу гонку на приз МакРобертсона по маршруту Англия-Австралия. 14-местный DC-2 отобрал рынки сбыта и у В247, и у его предшественника Ford Trimotor.

## Конструкция
Boeing 247 - двухмоторный цельнометаллический обтекаемый моноплан с низкорасположенным свободнонесущим крылом и убирающимся шасси.
Фюзеляж - типа полумонокок овального сечения. Цельнометаллический. Фюзеляж был конструктивно разделен на несколько отсеков. В носовой части находился отсек для почты, за ним отсек радиооборудования. Далее двухместная пилотская кабина. За пилотской кабиной десятиместный пассажирский салон, пассажирские кресла располагались по пять кресел вдоль бортов. В задней части салона кресло для бортпроводника. Над креслами были предусмотрены сетчатые полки для ручной клади. Вход в пассажирский салон располагался по правому борту. Пассажирские кресла имели регулируемый наклон и находились на расстоянии 102 см друг от друга. Каждое пассажирское место было установлено у широкого иллюминатора и комплектовалось индивидуальной лампочкой для чтения и оборудованием обогрева и вентиляции. Шумопоглощающая обшивка салона дополнительно гасила шум от моторов и вибрацию. В конце салона располагался туалет и почтово-багажный отсек. Пол кабины деревянный, покрытый линолеумом. Лобовое стекло было скошено вперед на первых экземплярах, но затем лобовое стекло было наклонено к корме назад .
Крыло - свободнонесущее, цельнометаллическое, двухлонжеронное, трапециевидное в плане. Крыло состоит из трех частей: центроплан, средняя часть и законцовка. Лонжерон крыла проходил через пассажирский салон и об него постоянно спотыкались пассажиры. Механизация крыла - элероны с триммерами. В передней кромке средней части крыла установлены посадочные прожекторы.
Хвостовое оперение - цельметаллическое однокилевое классической схемы. Стабилизатор свободнонесущий с рулями высоты. Рули высоты и руль направления были снабжены триммерами.
Шасси - двухопорное убираемое с хвостовым колесом. На каждой опоре было установлено по одному колесу с шинами низкого давления. Амортизация опор гидро-пневматическая. Колеса были снабжены тормозами с гидроприводом. Основные стойки убирались в нишу на нижней поверхности крыла, при этом часть колес оставалась снаружи. Убирание шасси осуществлялась автоматически при помощи гидравлики, имелась ручная аварийная система подъема.
Силовая установка - два поршневых 9-цилиндровых звездообразных двигателя воздушного охлаждения Pratt & Whitney R-1340 Wasp модификации S1H1-G, мощностью 550 л. с. каждый. Двигатели устанавливались в мотогондолах в передней кромке крыла. Для снижения лобового сопротивления воздуха двигатели закрывались кольцевым обтекателем (кольцо Тауненда). Топливные баки располагались в крыле между лонжеронами, масляные баки находились в мотогондолах. Запас топлива - 273 американских галлона. Воздушный винт цельнометаллический трёхлопастный, изменяемого шага.
Управление - сдвоенные со штурвальным колесом.
Самолётные системы и оборудование - пневматическая противообледенительная система периодического действия на передней кромке крыла и оперения, система убирания шасси гидравлическая, электрическая система от генератора с приводом от двигателя и аккумуляторами, независимые системы вентиляции пилотской и пассажирской кабин и туалета. Автопилот с гирополукомпасом, компас, высотомер, индикатор скороподъёмности, указатели поворота и скольжения, авиагоризонт, радиостанция. Оборудование для ночных полетов - навигационные и посадочные огни, парашютные осветительные трассёры.

## Модификации

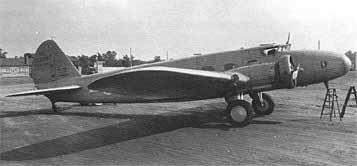
Прототип самолёта Boeing 247 на аэродроме Боинг-филд, ок. 1933 г.

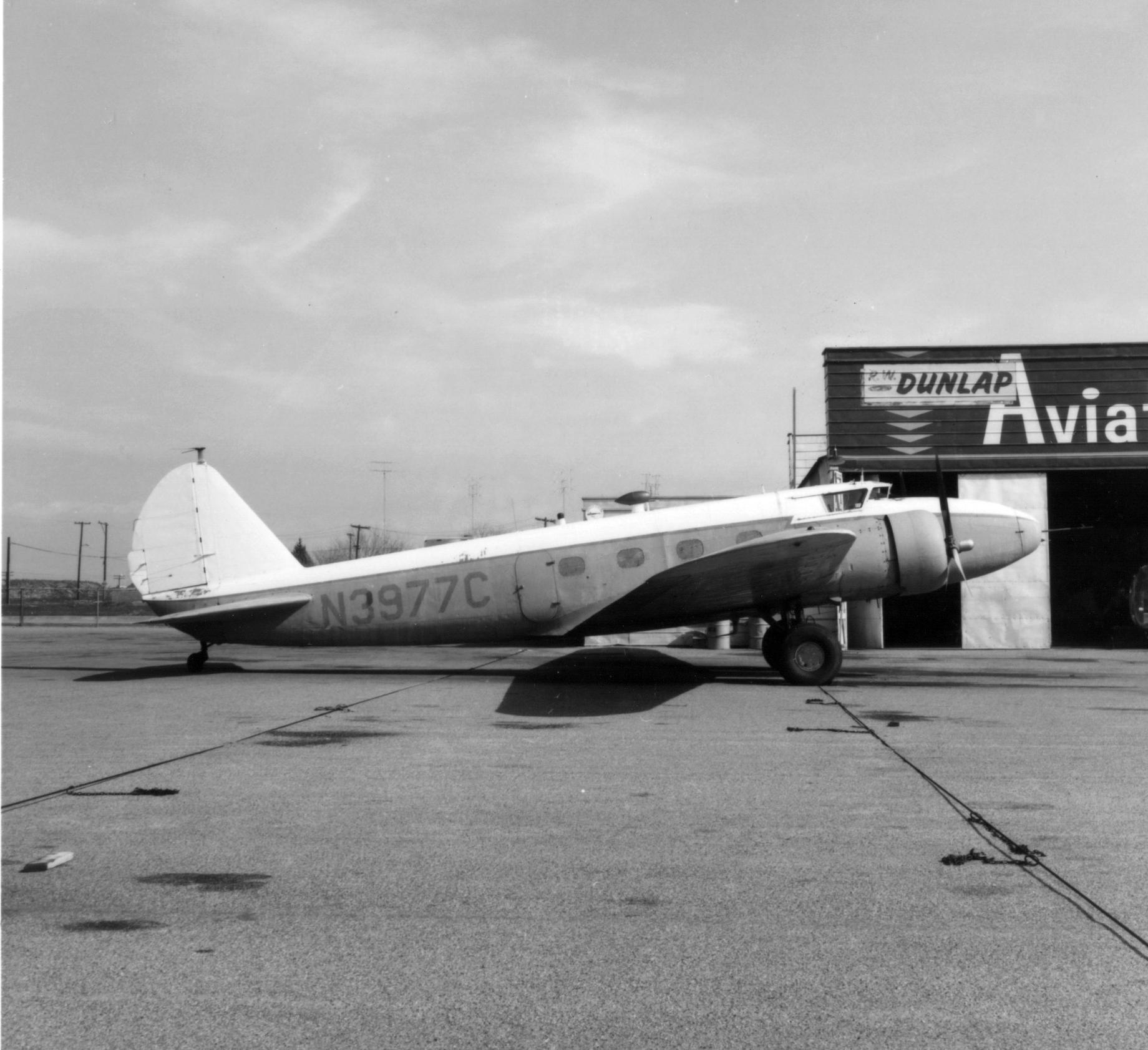
"247-й" в 1950-е гг.

Model 247
Двухмоторный гражданский авиалайнер, ранняя модификация
247A
Двигатели P&W Wasp (625 л.с. / 466 кВт), заказ Deutsche Luft Hansa (1934)
247E
Первый Boeing 247(?), на нём испытывались некоторые усовершенствования, которые позже были внедрены на Boeing 247D.
247D
Единственный экземпляр: гоночный самолёт для участия в авиагонках на приз Макробертсона; установка ВРШ Hamilton Standard позволила увеличить скорость на 7 миль/ч (11 км/ч); далее подобное устанавливалось на серийных 247D, носивших то же название.
247Y
установлено вооружение; 1 самолёт продан в Китай, второй использовался для испытаний.
C-73
Обозначение авиалайнеров Boeing 247D airliners, реквизированных на службу в ВВС Армии США:, 27 самолётов.
Model 280
Проект 14-местного пассажирского Boeing 247 с двигателями P&W Hornet (700 л.с. / 520 кВт)

## Лётно-технические характеристики (Boeing 247D)
Источник данных: Boeing aircraft since 1916

Технические характеристики
- Экипаж: 3
- Пассажировместимость: 10 + багаж и 400 фунтов (181 кг) почты
- Длина: 15,72 м
- Размах крыла: 22,58 м
- Высота: 3,70 м
- Площадь крыла: 77,68 м²
- Профиль крыла: Boeing 106B[5]
- Масса пустого: 4 046 кг
- Максимальная взлётная масса: 6 192 кг
- Масса топлива во внутренних баках: (273 галлона / 1 030 л)
- Силовая установка: 2 × воздушных Pratt & Whitney R-1340 S1H1-G Wasp (радиальный 9-цилиндровый)
- Мощность двигателей: 2 × 500 л.с. (при 2 200 об/мин на 8 000 футах (2 400 м)) (2 × 370 кВт)
- Воздушный винт: двухлопастный, изменяемого шага (на схеме изображены 3-лопастные)

Лётные характеристики
- Максимальная скорость: 320 км/ч
- Крейсерская скорость: 304 км/ч (на 12 000 футах (3 700 м)
- Практическая дальность: 1 199 км
- Практический потолок: 7 700 м
- Статический потолок: 8 291 м
- Скороподъёмность: 5,8 м/с

## Эксплуатанты

### Гражданские
США

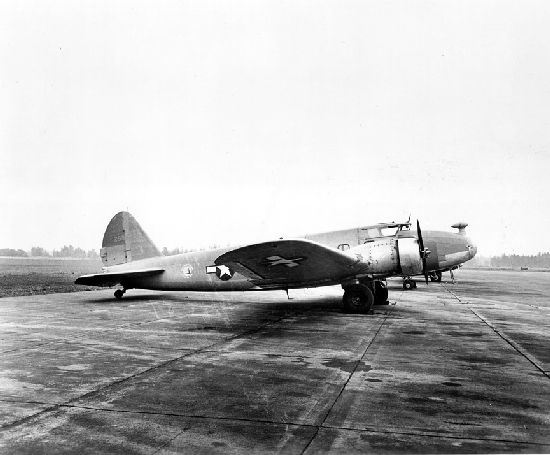
Армейский C-73 в период Второй мировой войны

- Boeing Air Transport (позже United Air Lines): 60 самолётов.
- Empire Air Lines
- National Parks Airways
- Pennsylvania Central Airlines
- United Aircraft Corporation 10 самолётов.
- Wien Air Alaska
- Western Air Express (предшественник Western Airlines) получила несколько самолётов, принадлежавших ранее United Aircraft Corporation.
- Woodley Airways
- Wyoming Air Service

 Бразилия
- Viação Aérea Bahiana: 1 самолёт (PP-BHC, 1947–1948).

 Канада
- Canadian Pacific Airlines
- Quebec Airways

 Китайская Республика
- 1 частный самолёт (с/н 1955, маршал Чжан Цзюэлян) с модифицированным салоном; позже был захвачен войсками Чан Кайши, в 1938 году уничтожен при японском авианалёте.

 Колумбия
- Avianca (тогда SCADTA): 10 самолётов.

 Германия
- Lufthansa: 2 самолёта, №№ 1944 и 1945, затем NC-90Y и NC-91Y.  1 самолёт (D-AGAR) эксплуатировался, а второй (D-AKIN)использовали для испытаний и как источник запчастей[6][7]. По другим данным разобраны оба.

### Военные
США
- ВВС Армии США[англ.]: 27 реквизированных самолётов C-73; часть модифицирована для обучения слепым полётам. Позже предположительно проданы, в т.ч. в Мексику и Панаму.

 Великобритания
- Royal Air Force

 Канада
- Королевские ВВС Канады: